# Кубилис, Иосиф Иосифович
Иосиф Иосифович Кубилис (лит. Juozas Kubilius, 28 декабря 1878, Тинджюляй Панямунельской волости — 17 марта 1917, Петроград) — литовский общественный деятель, депутат Государственной думы I созыва от Ковенской губернии.

## Биография

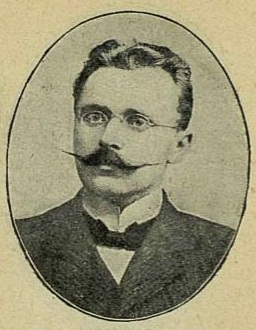
Иосиф Кубилис, 1906

Родом из крестьянской семьи, католического вероисповедания. Отец — Юозас Кубилис, мать — Марийона Кубилене, урождённая Кубилюте. В российских документах числится, как "крестьянин деревни Шендоля Ново-Александровского уезда Ковенской губернии". С 1892 по 1896 год учился в Елгавской гимназии. Там отказался молиться по православному обряду и был изгнан. Учился в Тельшевской духовной римско-католической семинарии, затем продолжил образование в Берлинском электротехническом институте. Начиная с 1894 года в Панямунелисе, распространитель книг на литовском языке, запрещенных русским правительством после польского восстания, как напечатанные «латинско-польскими буквами». В 1897 году создал в родном городе образовательный кружок "Žiburėlis". В нём тайно учили детей. В 1900 году поступил в семинарию в Каунасе. По сведениям российских источников, видимо, относящимся к каунасской семинарии "как раз перед выбором в Думу готовился к экзамену на аттестат зрелости ". В 1900 году в Панямунельской волости создал тайную организацию "Звезда" (Žvaigždės). В 1905 году участник Великого Вильнюсского сейма. Конторщик Виленской "Литовской газеты".
26 марта 1906 избран в Государственную думу I созыва от общего состава выборщиков Ковенского губернского избирательного собрания. Входил в Трудовую группу, а также в Группу западных окраин. Член Комиссии по исследованию незакономерных действий должностных лиц. Подписал законопроект «О гражданском равенстве» и заявление об образовании Комиссии по расследованию преступлений должностных лиц.
10 июля 1906 года в г. Выборге подписал "Выборгское воззвание" и осужден по ст. 129, ч. 1, п. п. 51 и 3 Уголовного Уложения, приговорен к 3 месяцам тюрьмы и лишен избирательных прав.
Сотрудник литовской народной газеты
В 1915—1917 годах сотрудничал с Литовским обществом помощи жертвам войны. Один из основателей партии национального возрождения в 1916 году.  Сотрудничал с литовскими периодическими изданиями.  Заболел туберкулёзом, был отправлен для лечения в Крым. Однако улучшение здоровья было недолгим. Умер в Петрограде в 17 марта 1917 года. Был похоронен на кладбище в Выборге.
В 1929 году в Каунасе был посмертно опубликован сборник статей И. И. Кубилиса.

## Семья
- Сестра — Марцеле Кубилюте (Marcelė Kubiliūtė, 16 июля 1898—13 июня 1963)[1], сотрудница литовской разведки в Вильнюсском воеводстве,  журналистка и общественная деятельница.
- Брат — Йонас ("Янутис") Кубилис (?—1942, Краслаг)[1]

## Сочинения
- Kubilius Juozas, Viltininko mintys, Kaunas, 1929.